# 安德烈·什库罗
安德烈·格里戈里耶维奇·什库罗（俄语：Андре́й Григо́рьевич Шкуро́，1887年1月7日（19日）—1947年1月16日），库班哥萨克，是俄国白军中将，反对布尔什维克。

## 生平
1887年，出生。
1907年，入伍。
1918年，与安东·伊万诺维奇·邓尼金结盟。
1919年，在沃罗涅日和新罗西斯克战败。
1920年，流亡南斯拉夫、法国、德国。
1944年，加入德国党卫军。
1945年，被英国逮捕引渡回国。
1947年，绞刑。